# 北条朝時
北条 朝時（ほうじょう ともとき）は、鎌倉時代前期の武将。鎌倉幕府第2代執権・北条義時の次男。名越流北条氏の祖。母は正室の姫の前。祖父・北条時政の屋敷であった名越邸を継承したことにより、名越 朝時（なごえ ともとき）とも呼ばれる。

## 生涯
建久4年（1193年）、北条義時の次男として鎌倉で生まれる。母は源頼朝の仲介で義時の正室となった姫の前で、正室の子としては長男であり、北条家の嫡子であったと考えられる。父義時31歳、側室を母とする異母兄の金剛（のちの泰時）は11歳であった。建仁3年（1203年）、朝時が11歳の時に比企能員の変が起こり、母の実家比企氏が義時ら北条一族によって滅ぼされた事で両親は離婚し、母姫の前は上洛して源具親に再嫁した3年後に死去している。後に朝時は具親の次男源輔時を猶子にしている。建永元年（1206年）10月に、13歳で元服する。その際に将軍・源実朝より偏諱を与えられ、朝時と名乗ったと推測される。
建暦2年（1212年）5月7日、20歳の時に将軍・実朝の御台所（西八条禅尼）に仕える官女である佐渡守親康の娘に艶書を送り、一向になびかないので深夜に娘の局に忍んで誘い出した事が露見して実朝の怒りを買ったため、父義時から義絶され、駿河国富士郡での蟄居を余儀なくされる。1年後の建暦3年（1213年）、和田合戦の際に鎌倉に呼び戻されて兄の泰時と防戦にあたり、勇猛な朝比奈義秀と戦って負傷するも活躍した。その後、御家人として幕府に復帰する。
承久3年（1221年）の承久の乱では北陸道の大将軍として、佐々木信実や結城朝広らと協力して転戦。5月30日に越後国の国府に到着すると、6月9日には越中国と加賀国の国境に位置する砺波山に布陣した朝廷軍を撃破。『承久記』慈光寺本では6月17日、『百練抄』では20日、『武家年代記』では24日には入京を果たした。戦後は、上皇方に荷担した藤原範茂の処刑を行っている。貞応2年（1223年）10月の時点で、朝時は加賀・能登・越中・越後など北陸道諸国の守護を兼任した。
元仁元年（1224年）6月、32歳の時に義時が死去すると、泰時が六波羅探題として在京していたため、父の葬送を弟たちと共に行っている。その後、伊賀氏事件を経て泰時が3代執権となるが、この事件における朝時の動向は不明である。嘉禄元年（1225年）に越後守となる。嘉禎2年（1236年）9月には評定衆に加えられるが、初参ののち即辞退しており、幕府中枢から離脱する姿勢を見せている。
6年後の仁治3年（1242年）5月17日、泰時の病による出家に伴い、朝時も翌日に出家して生西と号した。朝時の出家の直接的な理由は不明だが、泰時の死の前後、京では鎌倉で合戦が起こるとの噂が流れ、将軍御所が厳重警護され鎌倉への通路が封鎖された事が伝わっており、朝時を中心とした反執権勢力の暗闘があった事によると見られている（仁治三年の政変）。3年後の寛元3年（1245年）4月6日、53歳で死去。

## 父・兄との関係
正室・姫の前を母に持つ朝時は、祖父・時政の名越邸を継承しており、細川重男は時政が朝時を後継者に考えていたのではないかと推測している。元久元年（1204年）11月に当初後継者として考えられてきた北条政範（牧の方との間の唯一の男子）が死去しており、細川は朝時後継が政範の死去から時政が失脚する9か月の間に浮上した構想であったとする説を唱えている（細川は朝時とその子孫である名越流が北条氏の嫡流と考え、父・義時や兄・泰時、その子孫である得宗家を庶流の江間流の人間として格下に見ていた可能性も指摘する）。更に北条氏は比企氏を排除する一方で、比企氏の血を引く朝時に同氏が守護を務めた越後・越中・能登の3か国の守護を継がせていることも、比企氏の政治的立場の継承者としての価値を見いだしていた可能性を指摘している。ただし、名越邸継承の時期は不明で、守護就任も時政の失脚後の話であるため、時政の真意は定かでない。

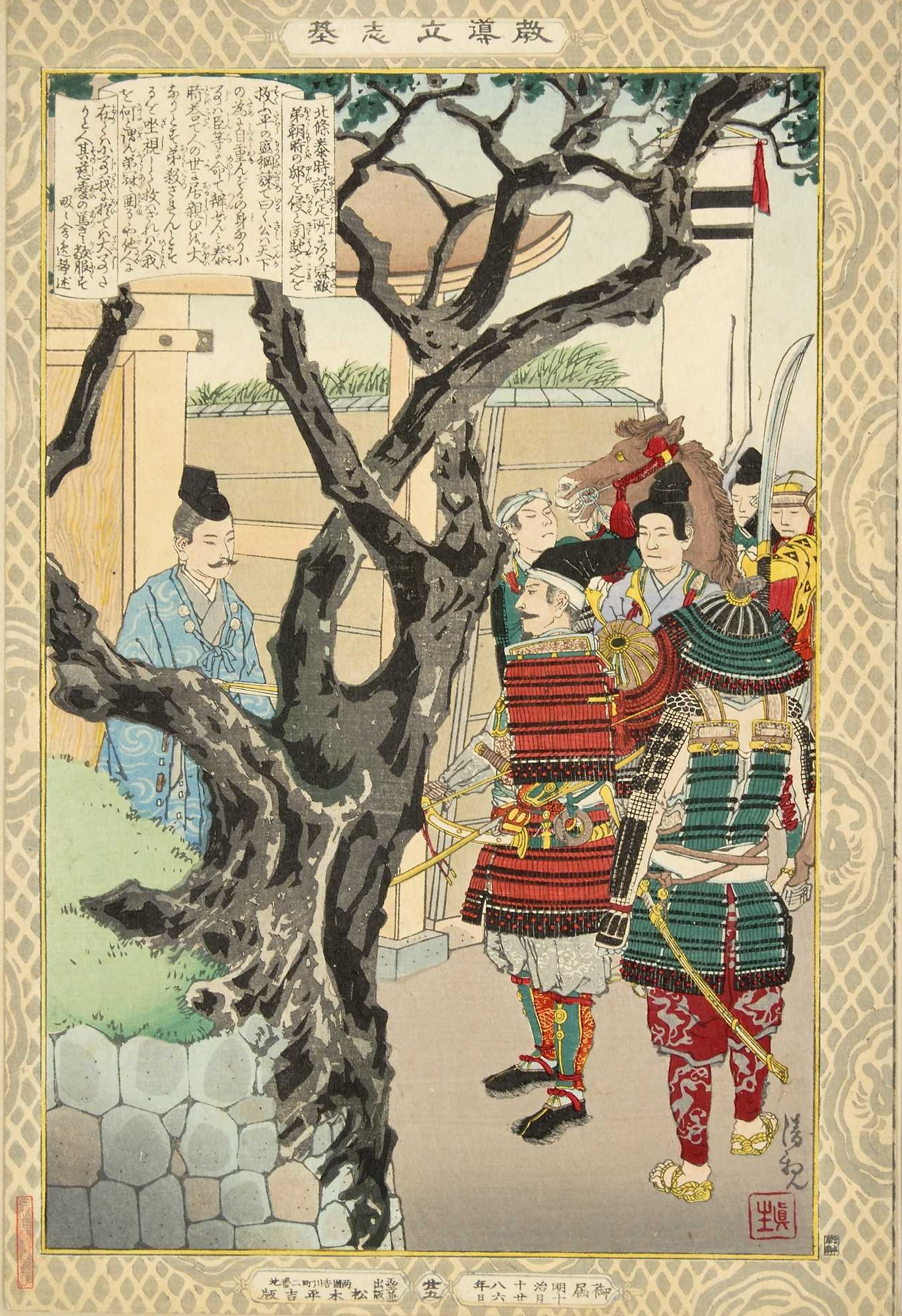
「教導立志基」より『北條泰時』
小林清親筆

父義時は朝時を一時義絶し、同母弟の重時が承久元年（1219年）に小侍所別当、貞応2年（1223年）に駿河守に任じられて朝時の官位を超越していることから、父子関係は良好ではなかったとする見解もある。一方で和田合戦、承久の乱で活躍して、義時の遺領配分では泰時によって大量の所領を与えられ、朝時の名越流は一族内でも高い家格を持つ有力な家となる。
『吾妻鏡』寛喜3年（1231年）9月27日条によると、朝時の名越邸に強盗が入った時、泰時が政務を投げ出して駆けつけ、朝時は感激して子孫に至るまで兄への忠誠を誓う起請文を書いたという。しかし、泰時の死の前後、御家人達に遅れて朝時が出家した事を、都では「日頃疎遠な兄弟であるのに」と驚きと不審を持って噂されている（『平戸記』仁治3年5月17日条）。義時の四十九日仏事は『吾妻鏡』には貞応3年（1224年）7月30日に行われたとあるが、『湛睿説草』の中にある朝時が四十九日仏事を行った際に仏前で読みあげられた言葉を記した「慈父四十九日表白」には同年閏7月2日とあり、朝時は自身を施主とした四十九日仏事を公的な四十九日仏事とは別に行っている。嘉禄元年（1225年）5月の義時の喪明けも、重時以下の弟が泰時に従って行っているのに対して、朝時は前日に単独で行っており（『吾妻鏡』5月11日条、12日条）、自らが北条の本流という自負を持っていた可能性もある。
延応元年（1239年）5月には朝時の家人・小見親家が五十嵐惟重の領地（越中国礪波郡国吉名）を押領したとの訴えが持ち込まれ、泰時の裁決によって小見親家は侍所所司の金窪行親に身柄を拘留された。この時、北条泰時は重病の身を押して裁決を行ったとされており、この裁決には泰時と政治的に対立する朝時への牽制と、同時期に次々と式目が追加されたこととも連動する、幕府の統制強化の一環であったと評されている。
また泰時の後継者を巡って、朝時ら名越一族に不穏な動きがあったと見られるが、詳細は明らかではない。その後の名越流は得宗家に常に反抗的で、朝時の嫡男光時をはじめ時幸・教時らが宮騒動、二月騒動でたびたび謀反を企てており、得宗家に従順となるのは二月騒動後のことである。

## 子女
- 北条光時 …… 嫡男。宮騒動で出家、伊豆へ流罪。
- 北条時章 …… 次男。母は大友能直の娘。兄光時失脚後に名越流を継ぐ。二月騒動で誅殺、のちに無実と判明。
- 北条時長 …… 三男。母は大友能直の娘。宮騒動以降、得宗に従う。
- 北条時幸 …… 四男。宮騒動で自害。
- 北条教時 …… 五男。母は北条時房の娘。二月騒動で誅殺。
- 北条時基 …… 六男。得宗に従う。

## 経歴
※日付＝旧暦
- 承久2年（1220年）12月15日、式部少丞に任官。
- 貞応2年（1223年）1月24日、式部大丞に転任。
- 元仁元年（1224年）1月23日、従五位下に叙し、周防権守に転任。
- 嘉禄元年（1225年）9月17日、越後守に転任。
- 貞永元年（1232年）8月21日、従五位上に昇叙。
- 嘉禎2年（1236年）7月20日、遠江守に遷任。　9月10日、評定衆となる。
- 暦仁元年（1239年）7月20日、正五位下に昇叙。
- 仁治2年（1241年）4月23日、従四位下に昇叙。
- 仁治3年（1242年）5月10日、出家。生西と号す。

## 関連作品
テレビドラマ
- 『草燃える』（1979年、NHK大河ドラマ、演：時任和）
- 『鎌倉殿の13人』（2022年、NHK大河ドラマ、演：西本たける）